# سارنگپور
سارنگپور (به انگلیسی: Sarangpur) یک منطقهٔ مسکونی در هند است که در بخش راجگر واقع شده‌است. سارنگپور ۳۷٬۴۳۵ نفر جمعیت دارد و ۴۱۰ متر بالاتر از سطح دریا واقع شده‌است.